# 岩崎原
岩崎原（いわざきはら）は、愛知県小牧市の町名。現行行政地名は岩崎原一丁目から三丁目。

## 地理
小牧市北西部に位置し、東は大字久保一色・岩崎原新田・岩崎一丁目、西は大字横内、南は大字岩崎原新田・岩崎、北は犬山市楽田大円、北西は大口町外坪三丁目に接する。

### 河川
- 合瀬川

## 世帯数と人口
2024年（令和6年）3月1日現在の世帯数と人口は以下の通りである。
| 町・丁目     | 世帯数  | 人口  |
| ------------ | ------- | ----- |
| 岩崎原一丁目 | 135世帯 | 307人 |
| 岩崎原二丁目 | 131世帯 | 301人 |
| 岩崎原三丁目 | 138世帯 | 310人 |

## 学区
市立小・中学校に通う場合、学区は以下の通りとなる。
| 町丁         | 小学校                                | 中学校             |
| ------------ | ------------------------------------- | ------------------ |
| 岩崎原一丁目 | 小牧市立一色小学校 小牧市立味岡小学校 | 小牧市立岩崎中学校 |
| 岩崎原二丁目 | 小牧市立一色小学校 小牧市立味岡小学校 | 小牧市立岩崎中学校 |
| 岩崎原三丁目 | 小牧市立一色小学校                    | 小牧市立岩崎中学校 |

## 歴史

### 沿革
- 1989年（平成元年）3月25日 - 大字岩崎原新田・岩崎・久保一色の各一部より、岩崎原一丁目から三丁目が成立[5]。

## 施設
- 日本特殊陶業小牧工場（一部）
- 高齢者福祉施設岩崎あいの郷
- 岩崎原会館
- 岩崎原中央公園
- 天道寺
- 津島神社

## 交通
- 愛知県道179号宮後小牧線

## その他

### 日本郵便
- 郵便番号 : 485-0017[2]（集配局：小牧郵便局[6]）。